# 1891 na arte

## Nascimentos
| Data          | Nome                       | Profissão                                                             | Nacionalidade                              | Observações | Ref |
| ------------- | -------------------------- | --------------------------------------------------------------------- | ------------------------------------------ | ----------- | --- |
| 2 de abril    | Max Ernst                  | pintor e poeta                                                        | Império Alemão / Estados Unidos / França   | m. 1976     |     |
| 23 de agosto  | Luís Inácio de Anhaia Melo | professor universitário (estética, composição e urbanismo) e político | Brasil                                     | m. 1974     |     |
| 2 de dezembro | Otto Dix                   | pintor expressionista                                                 | Império Alemão                             | m. 1969     |     |
| 3 de dezembro | Domingos Rebelo            | professor e pintor                                                    | Reino Unido de Portugal, Brasil e Algarves | m. 1975     |     |
| ??            | Giuseppe Toffanin          | professor, escritor e crítico de arte                                 | Reino de Itália                            | m. 1980     |     |

## Mortes
| Data        | Nome           | Profissão | Nacionalidade | Observações | Ref |
| ----------- | -------------- | --------- | ------------- | ----------- | --- |
| 29 de março | Georges Seurat | pintor    | França        | n. 1859     |     |
| 15 de maio  | Théodore Deck  | ceramista | França        | n. 1823     |     |